# Fernando de Góis de Loureiro
Fernando de Góis de Loureiro (Lisboa – Roma?) foi um fidalgo, escritor e clérigo português.

## Biografia
Moço da Câmara da Casa Real de D. Sebastião I de Portugal, acompanhou o Monarca na desastrosa jornada de Alcácer Quibir, da qual escreveu uma relação que não se imprimiu.
Regressando a Portugal, ordenou-se Presbítero e foi Abade de São Martinho de Soalhães. Passou depois a Roma, nos Estados Pontifícios, e, segundo parece, lá morreu.

## Obra publicada
Escreveu: 
- Breve suma y relacion de las vidas y hechos de los Reyes de Portugal, y cosas sucedidas en aquel reyno desde su princípio hasta el ano de 1595, Mântua, 1596[1]

## Obra inédita
Deixou manuscrito: 
- Catálogo dos Portugueses Cristãos Novos que se iam declarar Judeus a Itália, com a relação das copiosas somas de dinheiro que levavam[1]